# Gare de Divonne-les-Bains
La gare de Divonne-les-Bains est une gare fermée située sur le territoire de la commune de Divonne-les-Bains, dans le département de l'Ain, en région Auvergne-Rhône-Alpes.

## Histoire
Concernant le trafic voyageurs, depuis le 3 novembre 1905, la gare assure des correspondances entre les passagers en provenance de la Suisse par la ligne de la compagnie du chemin de fer Nyon-Crassier (NC) et ceux de la ligne de la compagnie des chemins de fer de Paris à Lyon et à la Méditerranée (PLM). Cette situation s'arrête le 30 septembre 1962 lorsque la ligne du NC est déferrée entre Crassier et Eysins. Le tronçon de la gare jusqu'à celle de Crassier sera, quant à lui, déferré le 1er juin 1980.
En 2019, après deux ans de travaux, l'ancienne gare est rétablie en "Maison du quartier de la Gare" et abrite depuis des expositions temporaires.

## Situation ferroviaire
Établie à 477,7 m d'altitude, la gare de Divonne-les-Bains est située au point kilométrique (PK) 180,440 de la ligne de Collonges - Fort-l'Écluse à Divonne-les-Bains (frontière) et au PK 9,145 de la ligne Nyon – Crassier – Divonne. Elle est la station terminale de ces deux lignes.

## Galerie

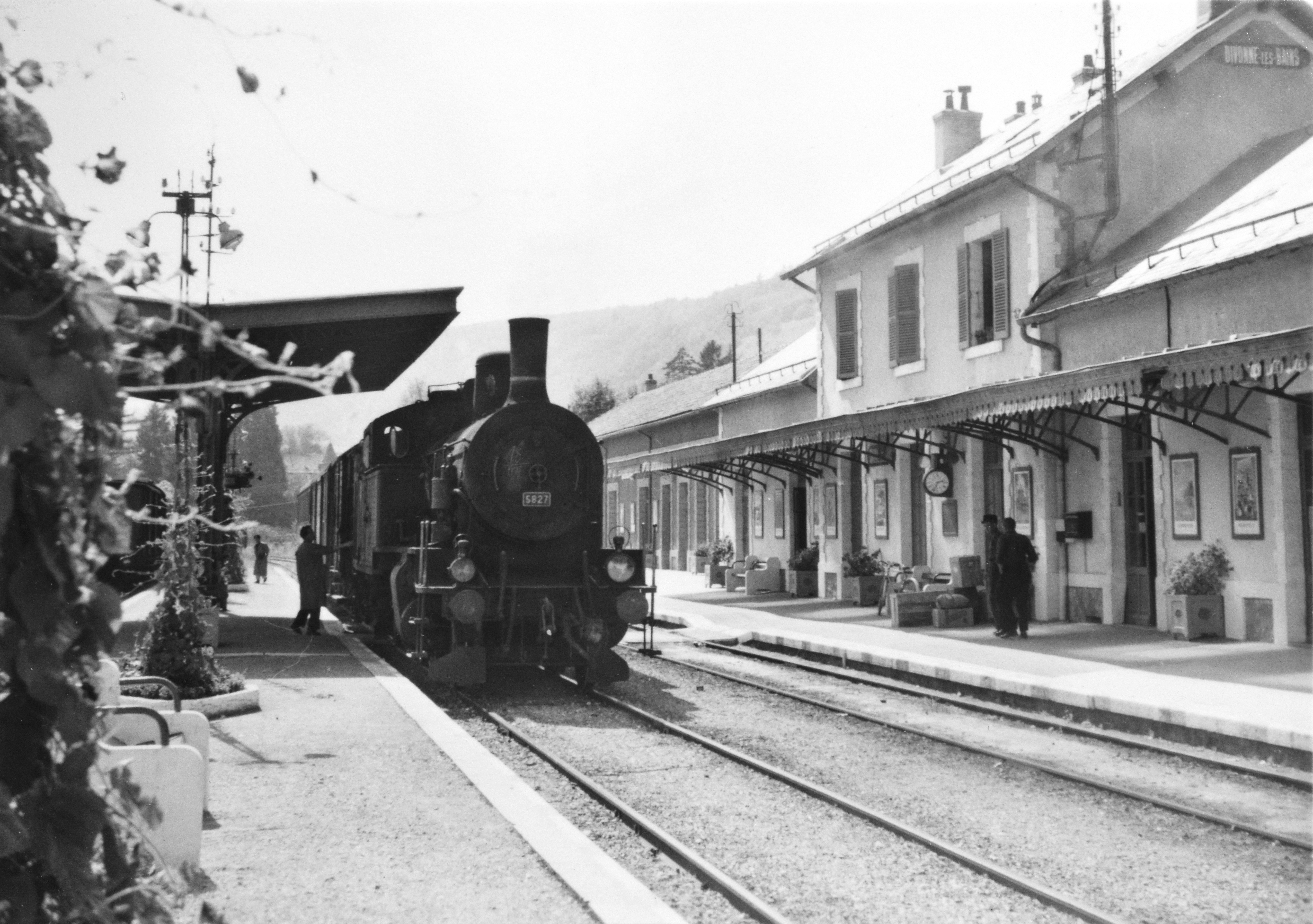
Gare de Divonne-les-Bains, 1961
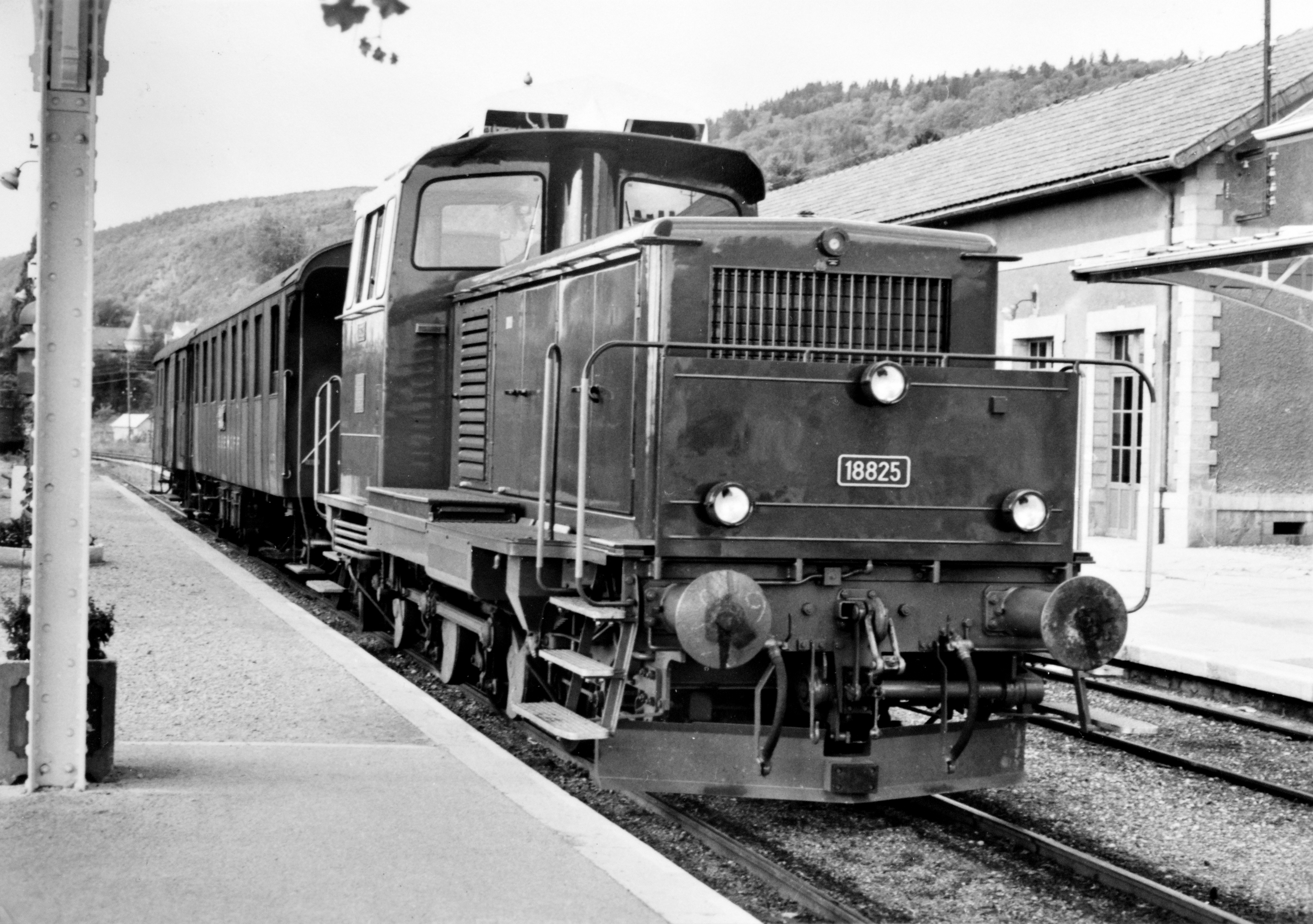
Gare de Divonne-les-Bains, 1962
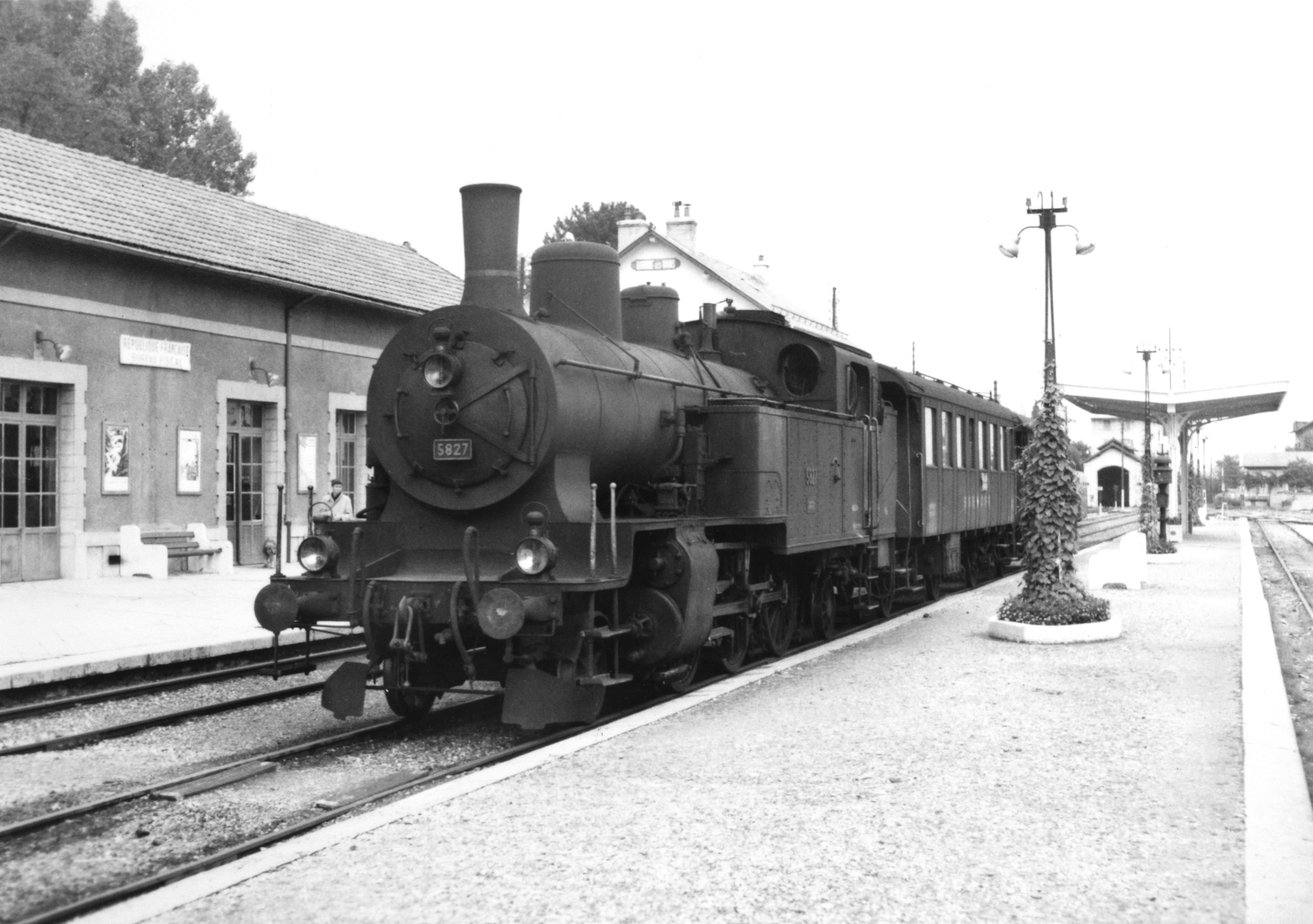
Gare de Divonne-les-Bains, 1962